# Euphorbia degeneri
Euphorbia degeneri Sherff es una especie fanerógama perteneciente a la familia Euphorbiaceae. Es nativa de las islas Hawái

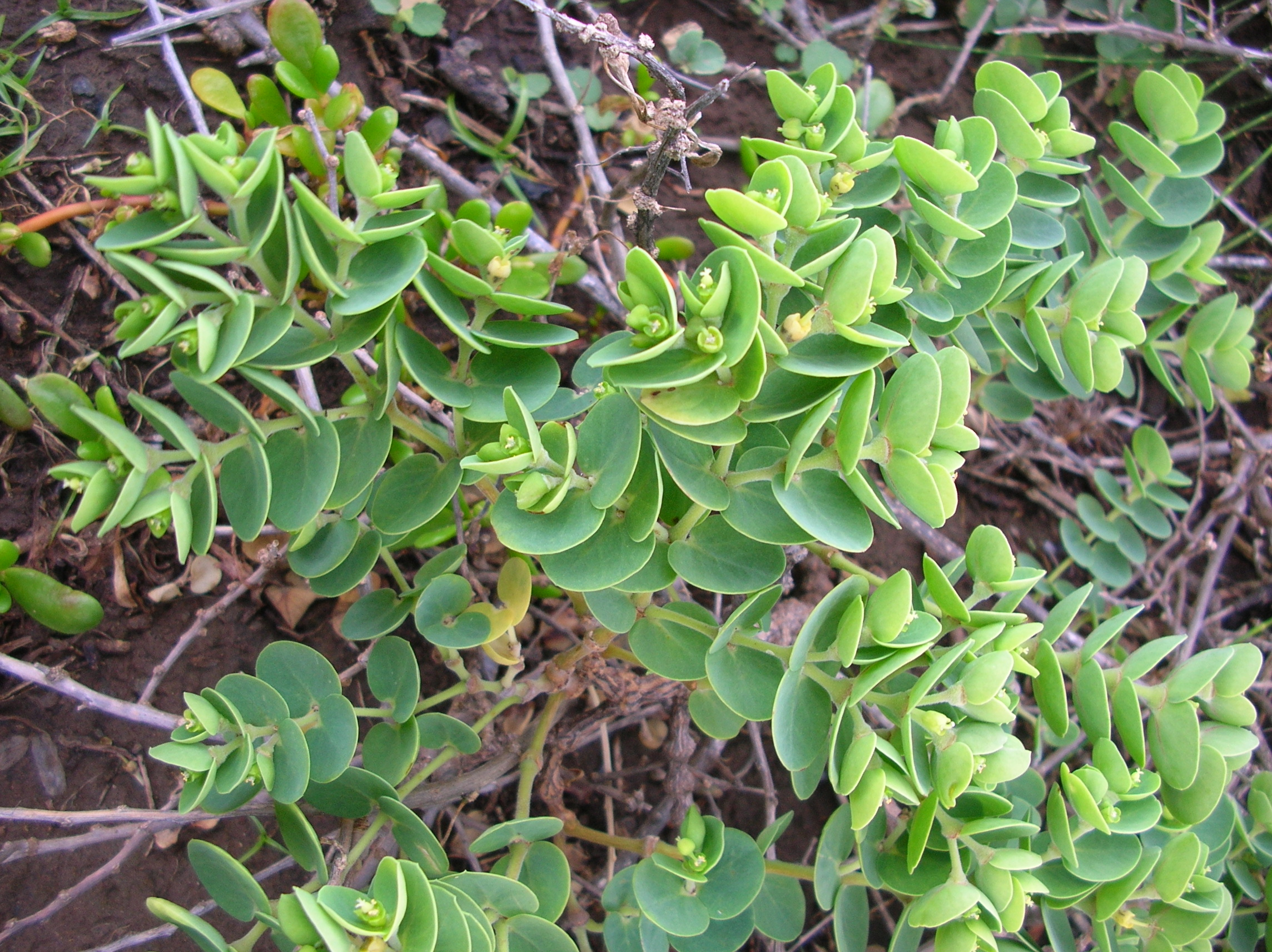
Detalle de las hojas

## Descripción
Es un arbusto redondo. Esta planta en verano asume una coloración violeta-rojo ; es de  talla medio y puede alcanzar los 2 m de altura. Mantiene las hojas en invierno. El Chamaesyce degeneri se desarrolla como un arbusto.

## Taxonomía
Euphorbia degeneri fue descrita por Earl Edward Sherff y publicado en Botanical Gazette 97: 583. 1936.
Etimología
Euphorbia: nombre genérico que deriva del médico griego del rey Juba II de Mauritania (52 a 50 a. C. - 23), Euphorbus, en su honor – o en alusión a su gran vientre –  ya que usaba médicamente Euphorbia resinifera. En 1753 Carlos Linneo asignó el nombre a todo el género.
degeneri: epíteto otorgado en honor del botánico estadounidense Otto Degener (1899 - 1988), especialista en la Flora de Hawái.
Sinonimia
- Chamaesyce degeneri (Sherff) Croizat & O.Deg. (accepted name)
- Anisophyllum cordatum Klotzsch & Garcke
- Chamaesyce cordata (Klotzsch & Garcke) Arthur
- Euphorbia cordata Meyen
- Euphorbia degeneri Sherff
- Euphorbia degeneri var. molokaiensis Sherff
- Euphorbia degeneri var. typica Sherff[5][6][7]